# Кампонг-Аєр
Кампонг Аєр (малай. Kampung Air від малай. kampung — «село, поселення» і малай. air — «вода», «селище на воді») — історично найстаріша частина Бандар-Сері-Бегавану, столиці Брунею, група селищ, утворених будинками на палях, що скупчені на річці Бруней, поблизу її правого (південного берега). Адміністративно складається із 6 мукімів (районів). У селищі мешкає майже 40 тисяч людей, що складає близько 10 % населення всієї країни.

## Історія
Час заснування «селища на воді» або Кампонг Аєр на річці Бруней невідомий. Китайські джерела описують державу на місці сучасного Брунею в X—XII сторіччях, проте нічого не кажуть про будову жител. Традиція пов'язує появу Кампонг Аєр з часами формування ісламського султанату в XIV сторіччі. У брунейській епічній поемі малай. Syair Awang Semaun описано побудову перших будинків на воді засновником брунейської династії Мухаммадом Шахом і його 14 братами. Утім археологічні дослідження виявили поселення VIII—X сторіччя біля сучасних витоків річки Бруней, у селища Лімау-Маніс, яке ймовірно також було «селищем на воді». Існує припущення, що Кампонг Аєр мігрувала вздовж річки, на що вказує легкість побудови тодішніх будинків з можливістю перенести їх далі чи ближче до устя у випадку небезпеки. Нідерландський адмірал Олів'є ван Норт, який відвідав Бруней на межі 1600—1601 років, писав, що гарні будинки брунейців були легкі, й тому переносилися з місця на місце в разі негоди та шторму.
Перший детальний опис селища належить мандрівнику й супутнику Фернана Магеллана італійцю Антоніо Пігафетті. Він перебував разом з іншими європейцями в Брунеї у липні 1521 року й описав місто як побудоване виключно на воді, окрім будинків короля і найвищої знаті. За його оцінкою у будинках на палях мешкало 25 тисяч душ. Тодішній Кампонг Аєр знаходився значно ближче до гирла, поблизу селища Кота-Бату.
Місто Бруней зберігало свою торговельну функцію між узбережжям Борнео і жителями джунглів до середини ХІХ сторіччя. За відсутності доріг основними транспортними шляхами були річки, а річка Бруней була однією з найбільших. Місто збирало податки з усіх торговців, які рухалися уверх і вниз по річці.
У книзі «Місто багатьох вод» мандрівник і письменник Френк Баттерворт описує Кампонг Аєр початку XX сторіччя як унікальне місто на воді.

## Адміністративний поділ
Територію Кампонг Аєр розділено на 6 мукімів (Буронг-Пінггай-Аєр, Пераму, Саба, Сунгай-Кебун, Сунгай-Кедаян, Тамой), які об'єднують 42 села.

## Туризм
Кампонг-Аєр є одним із найбільших селищ на воді у світі, тому селище є однією з головних туристичних атракцій Бандар-Сері-Бегавану. Численні водні таксі та круїзні катери перевозять туристів з північного берега до будинків на палях.